# جيرالد ستانلي لي
جيرالد ستانلي لي (بالإنجليزية: Gerald Stanley Lee)‏ هو كاتب أمريكي، ولد في 1862، وتوفي في 1944.